# Haoud El Hamra
Haoud El Hamra é uma vila na comuna de Hassi Messaoud, no distrito de Hassi Messaoud, província de Ouargla, Argélia. A vila está localizada 24 quilômetros (15 milhas) ao norte de Hassi Messaoud e 61 quilômetros (38 milhas) a leste de Ouargla, capital da província.